# The Russell Affair
The Russell Affair è un film del 1928 diretto da P.J. Ramster. Il film uscì nelle sale il 4 ottobre 1928.